# Blemus
Blemus (лат.) — род жуков-жужелиц из подсемейства трехин. Распространены в Европе, Азии и Северной Америке.
Представители данного рода характеризуются следующими признаками:
- только надкрылья опушены, переднеспинка голая, верх блестящий;
- вершинная бороздка надкрылий соединяется с пятой бороздкой.